# 和名

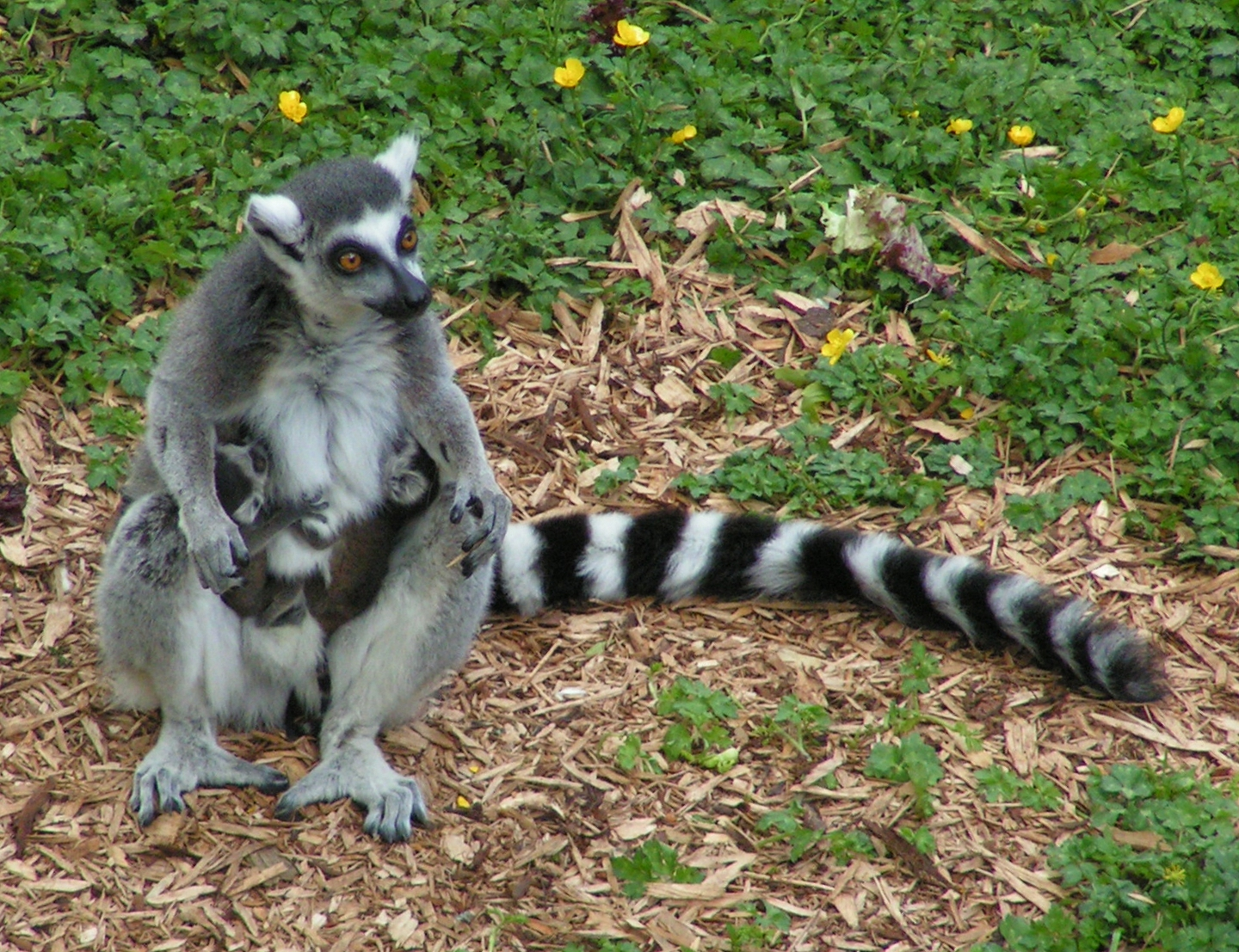
ワオキツネザル
ワ（輪）、オ（尾）、キツネ（狐）、ザル（猿，ザル為サル的連濁變化），「輪尾狐猿」的中文名為「環尾狐猴」。

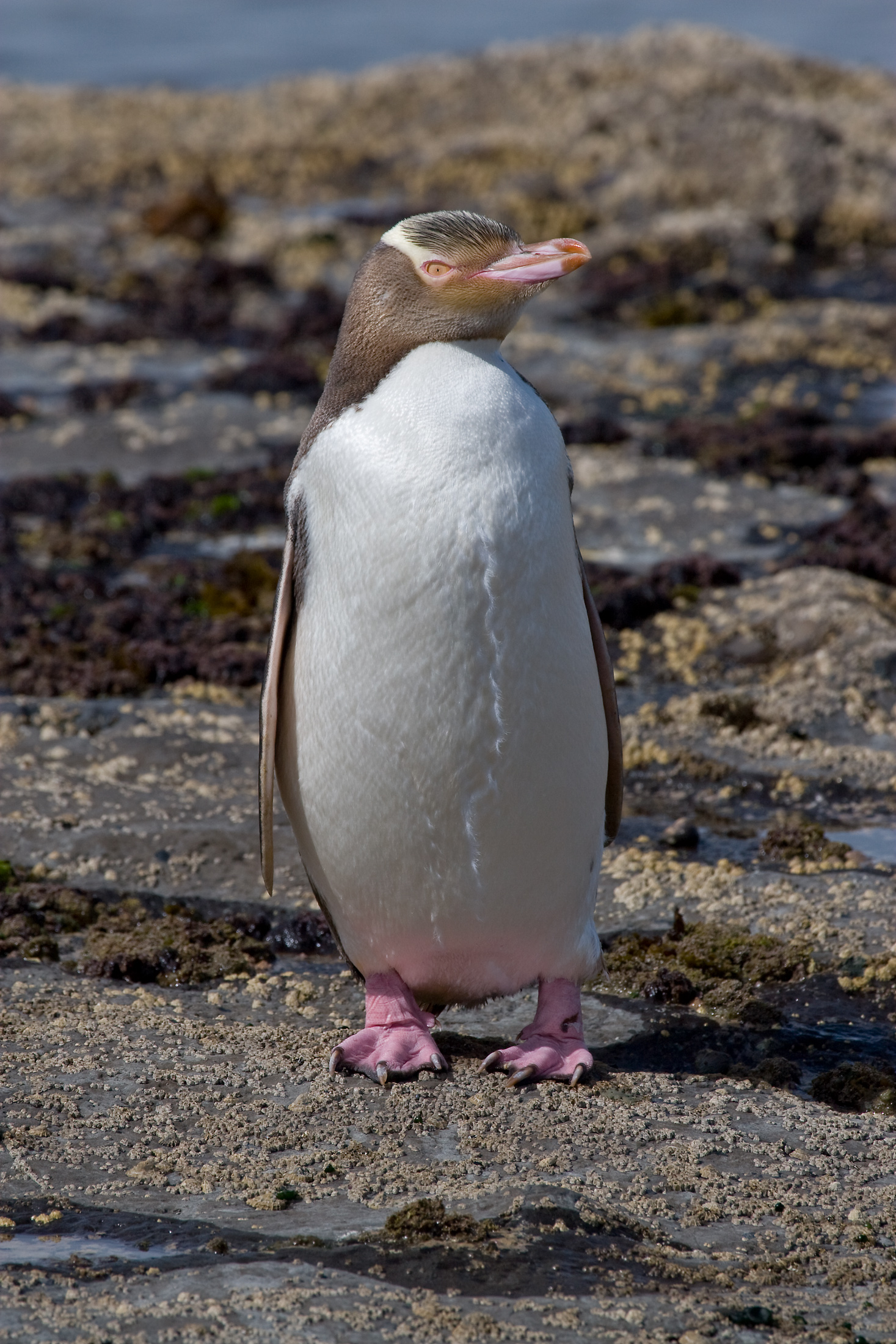
キンメペンギン
キン（金）、メ（目）、ペンギン（Penguin），「金目Penguin」意即「金色眼睛的企鵝」，中文名為「黃眼企鵝」。

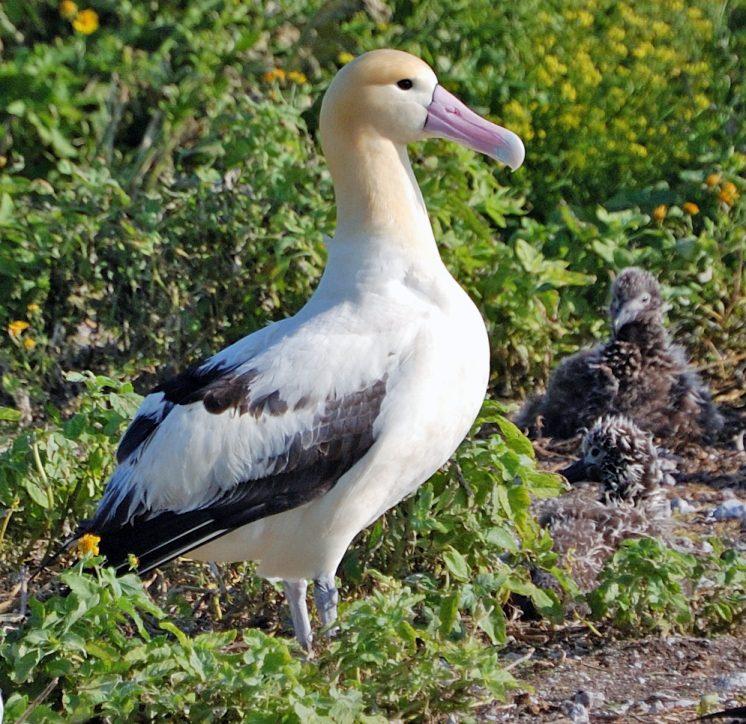
アホウドリ
アホウ（白痴/阿房）、ドリ（鳥，ドリ為トリ的連濁變化），「阿呆鳥/阿房鳥」的中文名為「短尾信天翁」。

和名（日语：／ Wamei */?），依照字面上的意義是指日文中的名稱，它除了可以指日文中的人名之外，更常見的場合是用來代替生物學、礦物學、物理學或化學等領域中一般民眾難以辨識或記憶、將拉丁文以片假名轉寫為日文外來語的科學名詞，以便利日常生活中的溝通。

## 學名、和名與標準和名
由於和名並不是根據科學化的命名方式所制定，而是一種習慣成俗的用語，因此缺乏明確的系統性。在日文中，尤其是生物學的領域，經常會出現一個物種擁有多種名稱，或是多個物種共用一種和名的混亂現象；為了解決這問題，日本學界近年來也嘗試將和名的使用標準化，以便與自拉丁文轉寫的學名能夠一對一對應，這種逐步在日本學術界推廣的命名系統，被稱為標準和名。
相較於自拉丁文轉寫為片假名形式的日文學名，日本學界通常是將這些事物或物種的傳統和名自漢字或平假名轉寫為發音相同的片假名形式。舉例來說，章魚在日文中稱為（；Tako），其標準和名就是直接將傳統和名片假名化，寫作（發音仍為Tako）。
但如果是沒有傳統和名的物種（通常是過去在日本國內並不存在的物種，或近年發現的新物種），則是以英文為主的西方語言中的俗名，以外來語的型態轉寫成片假名。舉例來說，澳洲特有生物大袋鼠是近代日本以前從未聽聞的外來物種，所以並不存在傳統漢字和名，因此其標準和名（Ōkangaruu）是日文漢字「大」（オオ；Ō）與英文「Kangaroo」的片假名外來語寫法（Kangaruu）組合而成的新字。從這樣的由來可知，標準和名與傳統和名最大的不同之處，在於標準和名一律以片假名書寫（不論該物種是否原產於日本），但傳統的和名則通常是以漢字或平假名書寫。

## 例子
| 標準和名 | 和名起源       | 拉丁文學名 | 日文學名 | 中文名稱   |
| -------- | -------------- | ---------- | -------- | ---------- |
|          | （傳統和名）   |            |          | 短尾信天翁 |
|          | （傳統和名）   |            |          | 家豬       |
|          | （傳統和名）   |            |          | 枯葉蝶     |
|          | （傳統和名）   |            |          | 環尾狐猴   |
|          | （英文）       |            |          | 無尾熊     |
|          | （英文）       |            |          | 鴯鶓       |
|          | （日文加英文） |            |          | 黃眼企鵝   |
|          | （傳統和名）   |            |          | 蕎麥       |
|          | （傳統和名）   |            |          | 台灣扁柏   |
|          | （傳統和名）   |            |          | 甜櫻桃     |

## 外部連結
- 日本魚類學會標準和名檢討委員會（页面存档备份，存于）（日語）